# 5-й батальон Канадского экспедиционного корпуса

Шеврон 5-го батальона Канадского экспедиционного корпуса.

5-й батальон Канадского экспедиционного корпуса — подразделение Канадского экспедиционного корпуса во время Первой мировой войны. Было известно как «Красные саскачеванцы» (англ. Red Saskatchewans) из-за красного дивизионного наплечного шеврона и высокого процента выходцев из Саскачевана.

## История
Батальон был сформирован 10 августа 1914 г. и проводил рекрутирование в Брандоне, Саскатуне, Реджайне, Мус-Джо, Ред-Дир, Мерритте, Верноне, а также на прилегающих территориях Саскачевана, Манитобы. Отплыл в Великобританию 26 сентября 1914 г. на корабле «SS Lapland»  и прибыл 17 октября с численностью 1138 человек. Подразделение высадилось во Франции 13 февраля 1915 г. в составе 1-й Канадской дивизии, 2-й Пехотной бригады.
Во время атаки на хребты Вими батальон понёс самые тяжёлые потери: 14 офицеров и 350 рядовых были убиты или ранены.

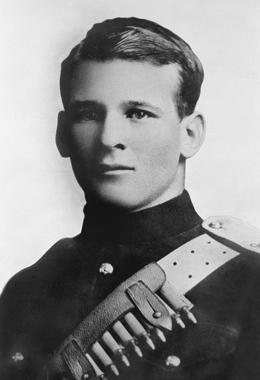
Сержант Рафаэль Луи Зенгель.

Сержант Рафаэль Луи Зенгель из подразделения был награждён Крестом Виктории за свои действия 9 августа 1918 года в Варвилье. Ранее он был награжден Военной медалью.
Командовали четверо подполковников:
- Подполковник Георг Таксфорд, 22 сентября 1915 г. — 11 января 1916 г.;
- Подполковник Х. М. Дайер, 11 января 1916 г. — 29 июня 1917 г.;
- Подполковник Л. П. О. Тюдор, 29 июня 1917 г. — 8 марта 1918 г.;
- Подполковник Л. Л. Кроуфорд, 8 марта 1918 г. — 4 апреля 1918 г.;
- Подполковник Л. П. О. Тюдор, 4 апреля 1918 г. — демобилизация[3].

Батальон отплыл в Великобританию из Франции 24 марта 1919 г., вернулся в Канаду 18 апреля 1919 г., демобилизовался 24 апреля 1919 г. и официально расформирован 15 сентября 1920 г.

## Главные успехи
- Во время битвы при Фестуберте подполковник Таксфорд был эвакуирован из боя из-за тяжелой болезни. Многие офицеры, а также большинство старших унтер-офицеров были либо убиты, либо ранены, в результате чего младшие унтер-офицеры батальона были вынуждены занять руководящие должности. Несмотря на тяжёлые потери, 5-й батальон смог захватить немецкий опорный пункт и 190 метров вражеской траншеи, а также удерживать позиции до 25 мая, став единственным подразделением бригады, выполнившим свою задачу в ходе сражения.

- В битве при Мон-Соррель подразделение защищало фланг 1-й дивизии и поддерживало 3-ю дивизию, что позволило канадским войскам вновь занять и удержать Мон-Соррель.

- 5-й батальон был одним из немногих подразделений, добившихся заметных успехов в ходе битвы на Сомме, когда канадскому корпусу удалось занять оборонительную позицию Флерсе-Курселетте и Типвальскую гряду.

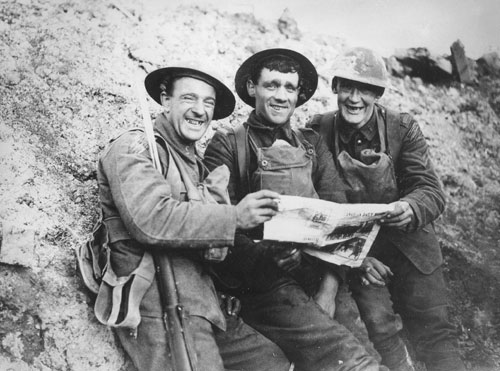
Солдаты 5-го батальона Канадского экспедиционного корпуса, 1918 год.

- Солдаты 5-го батальона Канадского экспедиционного корпуса, 1918 год.В апреле 1917 года подразделение участвовало в штурме Пимпл, самой высокой точки хребта Вими, в ходе которого Канадский корпус успешно захватил эту позицию. После победы на хребте Вими 5-й батальон формировал левый фланг атаки 1-й дивизии на город Арле-ан-Гоэль. Сражение при Арле-ан-Гоэль стало единственным успехом союзников во время наступления на высоту 70, критически важную позицию, необходимую для защиты канадской линии. В августе 1917 года батальон в составе 2-й канадской бригады успешно занял высоту и удерживал её, несмотря на большие потери[2].

## Награды
- Первая битва при Ипре, 1915 г.
- Битва за Гравенстафельский хребет, 1915 г.
- Битва при Сен-Жюльене, 1915 г.
- Битва при Фестуберте, 1915 г.
- Битва при Мон-Соррель, 1916 г.
- Битва на Сомме, 1916 г.
- Битва у хребта Тьепваль, 1916 г
- Битва за Анкр-Хайтс, 1916 г.
- Битва при Аррасе, 1917—1918 г.
- Битва при Вими, 1917 г.
- Атака на Арлё, 1917 г.
- Битва за высоту 70, 1917 г.
- Битва при Пашендейле, 1917 г.
- Битва при Амьене, 1918 г.
- Битва при Скарпе, 1918 г.
- Битва на линии Дрокур-Куант, 1918 г.
- Битва за линию Гинденбурга, 1918 г.
- Битва на Канале дю Нор, 1918 г.
- Франция и Фландерия, 1916—1918 гг.